# Oscar Lindskog
Oscar Fredrik Reinhold Lindskog, född 26 mars 1886 i Hovförsamlingen i Stockholm, död 29 augusti 1935 i Hedvig Eleonora församling i Stockholm, var en svensk journalist och redaktör. Han använde signaturen O. Lg. 
Lindskogs föräldrar var hovlakejen och vaktmästaren Olov Lindskog (1848–1917) och Charlotta Söderlund (1858–1910), Stockholm, samt bror till läkaren Algot Lindskog som var gift med författaren Inga Lindskog. Han var elev vid Östermalms realläroverk i Stockholm 1897–1902 och 1903–1906 samt däremellan vid Norra realläroverket 1902–1903. Han avlade mogenhetsexamen på reallinjen 1906 och på latinlinjen 1909. Han var student vid Stockholms högskola och Uppsala universitet 1906–1914, blev filosofie kandidat 1908 och filosofie licentiat 1914. Han var handelsredaktör vid Stockholms Dagblad 1914–1917.
Oscar Lindskog grundade Svensk Handelstidning 1918 och var dess redaktör och utgivare till 1922, då han grundade Svensk Finanstidning där han också innehade posterna redaktör och utgivare. Lindskog blev medlem i Publicistklubben 1918.
Oscar Lindskog var gift första gången 1913–1919 med skådespelaren Anna Lindskog (1891–1983), dotter till godsägaren E.T. Rosén och Elin Holm.
Andra gången var han gift från 1920 till sin bortgång med författaren Carin Lindskog (1886–1959), dotter till medicine doktorn Ivar Sandström och Marianne Göransson.
Hans begravning hölls i Solna kyrka den 4 september 1935 med gravsättning på Stockholms Norra kyrkogård samma dag.